# Arapahoe (Caroline du Nord)
Pour les articles homonymes, voir Arapahoe.
Arapahoe est une ville américaine située dans le comté de Pamlico dans l'État de Caroline du Nord. En 2010, sa population était de 556 habitants.

## Population et Société

### Démographie
| 1930 | 1940 | 1950 | 1960 | 1970 | 1980 |
| ---- | ---- | ---- | ---- | ---- | ---- |
| 290  | 307  | 273  | 274  | 212  | 467  |

| 1990 | 2000 | 2010 | - | - | - |
| ---- | ---- | ---- | - | - | - |
| 430  | 436  | 556  | - | - | - |

### Enseignement
Le village dispose d'une école privée à financement public, l'« Arapahoe Charter School », qui accueille gratuitement les enfants sur toute la période K–12, c'est-à-dire de la maternelle au secondaire. Elle accueille 480 élèves en 2022, et de 13 élèves par enseignant.
Le centre Don Lee, opéré par l'église méthodiste, se trouve à Arapahoe et propose également des cours.
Le village se trouve à quelques minutes du Collège communautaire de Pamlico (en).

## Source de la traduction
- (en) Cet article est partiellement ou en totalité issu de l’article de Wikipédia en anglais intitulé « Arapahoe, North Carolina » (voir la liste des auteurs).